# Quarta Batalha do Isonzo

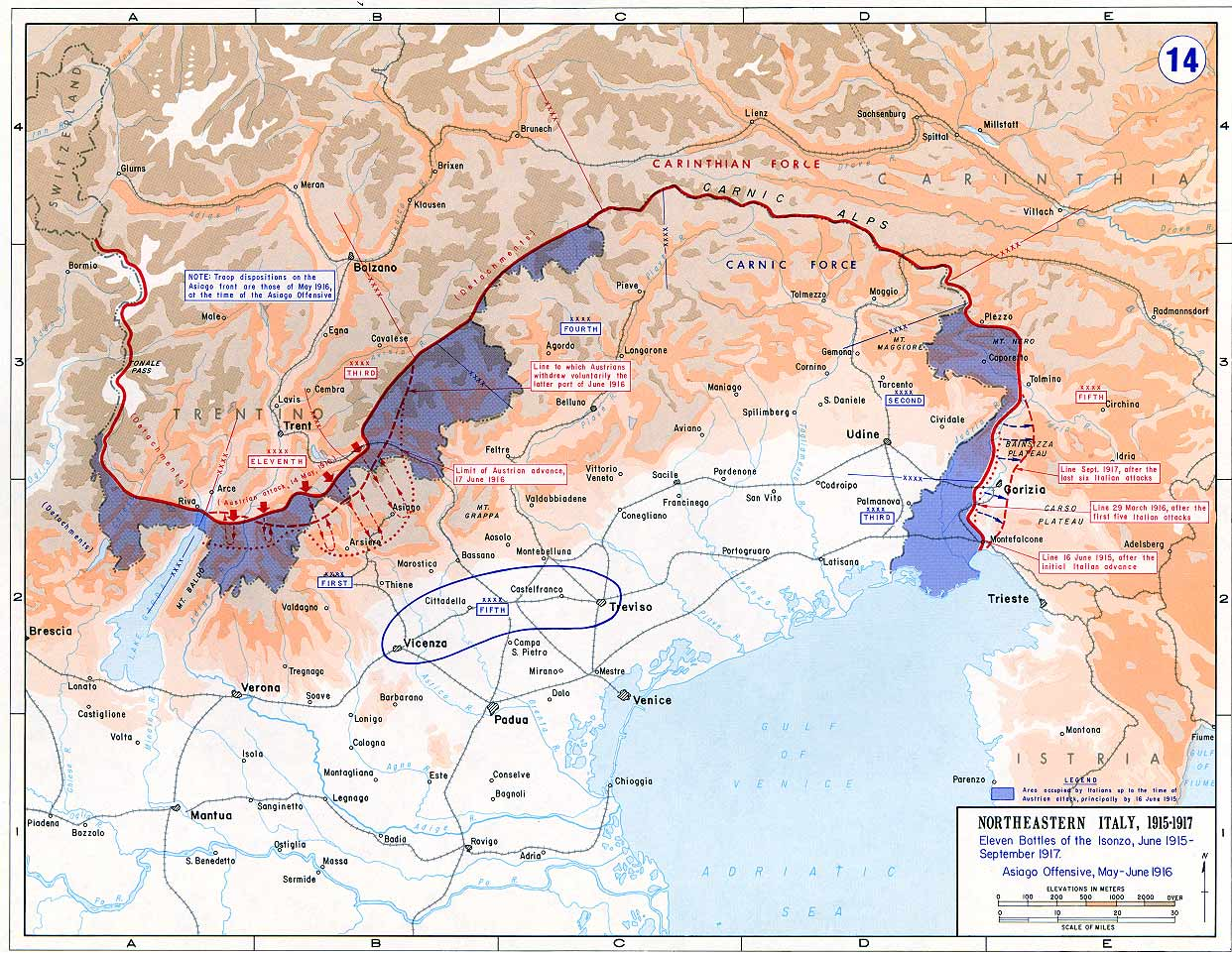
Frente Italiana 1915-1917

A Quarta Batalha do Isonzo foi uma luta travada entre o Reino de Itália e o Império Austro-Húngaro, no contexto do fronte italiano na Primeira Guerra Mundial, entre 10 de novembro e 2 de dezembro de 1915.

## A batalha
Após as indecisivas batalhas do rio Isonzo de junho, julho e outubro de 1915, novas investidas foram planejadas. Esta luta é considerada uma continuação direta da terceira ofensiva. A quarta batalha do Isonzo aconteceu principalmente ao redor da cidade de Gorizia e na região do Planalto de Cársico.
O 2º Corpo do exército italiano avançou sobre Gorizia, capturando Oslavia e San Floriano del Collio. Já o 3º Corpo atacou pela linha costeira e travou uma série de sangrentas batalhas. Nenhum ganho significativo foi feito por qualquer um dos lados. Só em Monte Sei Busi, os italianos tentaram cinco vezes tomar a área mas foram repelidos e fracassaram. Ao fim de novembro, a luta ao longo de todo o Isonzo se intensificou consideravelmente. No começo de dezembro, contudo, o fronte começou a se acalmar, com apenas confrontos localizados.
Com o frio intenso chegando aos planaltos e montanhas do Cársico, as operações militares foram reduzidas consideravelmente.
O alto-comando militar do Império Austro-Húngaro começou então a se preocupar com as pesadas perdas que suas tropas sofriam ao longo do rio Isonzo. Assim, pela primeira vez, os austríacos pediram por assistência (em termos de reforços militares) para os alemães que, naquela altura, não estavam envolvidos diretamente na luta na Itália.